# Lorraine Pinto
Lorraine Pinto (Nueva York, 1933) es una artista estadounidense radicada y nacionalizada mexicana. Se mudó en 1953 a la Ciudad de México en donde radica desde entonces.
Realizó sus estudios profesionales en el Aldephi Collage de Nueva York, y en México en el City Collage, en el Distrito Federal.
Fue discípula de William Zorach, German Cueto y Waldemar Sjolander, entre otros artistas. Además fue amiga cercana de Rufino Tamayo y su esposa Olga Flores. Su trabajo en los ámbitos pictórico y escultórico la han hecho merecedora de premios como el Elías Sourasky.

## Trayectoria
Pionera en el arte de nuevos medios en México, además de ser la artista con vanguardia al organizar el Laboratorio Experimental de Arte Cinético en el año de 1964 junto con el ingeniero Leonardo Viskin del Instituto Politécnico Nacional. Este laboratorio fue espacio de creación artística interdisciplinaria e innovación tecnológica ya que reunía en su equipo de trabajo al físico Roberto Domínguez de la Universidad Nacional Autónoma de México y a músicos como Francisco Savín y Julio Estrada. Estos últimos ayudaban a Pinto a realizar composiciones musicales para sus piezas escultóricas.
De 1970 a 1975 impartió clases de diseño en la Facultad de Arquitectura de la UNAM y desde 1990 se ha dedicado a enseñar en su taller de arte de la Ciudad de México.
Lorraine Pinto ha sido una de las artistas con mayor éxito en utilizar herramientas como música, luz y movimiento para ser acondicionadas en sus obras artísticas consideradas esculturas atrevidas. Por medio de dispositivos, motores y otros aparatos móviles ayudaban a desarrollar el arte cinético que muchos artistas exploraban el movimiento en la relación espectador, su mayor enfoque hacia el arte cinético está en su trabajo “La Quinta Dimensión”.
Pinto realizó obras en acrílico y neón, la cuales resultaron impactantes por su modernidad, fue una de las pioneras del arte cinético en México contribuyendo a la consolidación del arte contemporáneo.
Lorraine Pinto volvió al arte mexicano después de varias décadas con sus obras Quinta dimensión de 1968 y la escultura mecánica Mundos giratorios 1960, ya que en 1980 dejó a un lado el arte cinético para desarrollar otros proyectos como escultura, dibujo, pintura y joyería; además de ser comisionada para hacer bustos de personajes famosos como el de Fernando Gamboa que se encuentra frente al Museo Tamayo.

## Obra artística
Su obra La Quinta Dimensión (1968) incluida en la exposición Solar, consistía en dos burbujas elaboradas de acrílico, las cuales emitían luces al ritmo de una composición sonora, las burbujas contenían bloques de acrílico de distintos colores apilados uno sobre de otro. La pieza también incluye una composición sonora armonizada con un juego de luces para las dos esferas, la obra musical fue compuesta por Karlheinz Stockhaussen.  La obra La Quinta Dimensión obtuvo el Premio Nacional de Escultura.
Otra de sus obras más reconocidas fue la de Caracoles y Estrellas de Mar (1995) o popularmente conocida como “El ceviche”, la cual es un monumento erigido sobre la glorieta ubicada en el cruce de las avenidas Tulum y Cobá en el centro de Cancún, Quintana Roo. Los elementos que la componen están ubicados según los puntos cardinales conformados por cuatro caracoles, cinco estrellas, una concha y un espejo de agua.
Exposiciones más recientes son ILUMINACIA 4 (2008), muestra plástica integrada por 20 esculturas elaboradas en bronce, resina y cristal, así como 68 pinturas en técnicas mixtas y acrílicos sobre tela, en las cuales Pinto utiliza colores suaves para acoger al espectador cuando se encuentre de frente a ellas. Esta se llevó a cabo en El Museo de Arte Moderno.